# Église Saint-Pierre de Palerme
L'église Saint-Pierre-la-Bagnara ou de Balneria est une ancienne église de Palerme.

## Historique
L'église San Pietro est fondée en 1081 près du Castello a Mare. Elle possède un cimetière adjacent. Guillaume II la fait restaurer.
Le seuil est le remploi d'un marbre romain portant l'inscription latine Aurelio imperatori.
La confrérie San Pietro alla Bagnara cède en 1438 une partie de son jardin à la confrérie de la Santissima Annunziata fondée en 1345 près de la Porte San Giorgio.
L'édifice est détruit en 1834 à des fins militaires mettant au jour des vestiges de bains romains.
À proximité, une nécropole est découverte entre la via Cavour et la Piazza XIII Vittime, d'où provient l'épitaphe de Pietro Alessandrino, mort en 602, exposé au Musée archéologique régional Antonino-Salinas de Palerme.